# Matthew Currie Holmes
Matthew Currie Holmes (North Bay, 26 de maio de 1974) é um ator, roteirista, produtor cinematográfico, diretor e músico canadense que já participou de mais de quarenta projetos cinematográficos e televisivos, incluindo episódios de séries como Dark Angel e CSI: Miami, além de papéis em filmes como Firewall e Wrong Turn 2: Dead End.
Iniciou sua carreira artística como músico em meados da década de 1990 e, a partir de 2000, passou a envolver-se com atuação, escrita e produção cinematográfica, dedicando-se particularmente ao gênero terror e ao cinema independente. Desenvolveu vários curtas-metragens e seu primeiro trabalho como diretor, o longa-metragem de terror Buckout Road, foi lançado em 2017. Recebeu alguns prêmios e nomeações por seu trabalho na televisão e no cinema ao longo de sua carreira.

## Vida e carreira

### Primeiros anos
Nascido em North Bay, na província de Ontário, no Canadá, Holmes cresceu em Calgary, Alberta, onde viveu por mais de vinte anos. Na adolescência, mudou-se para London, Ontário, para frequentar o ensino médio e posteriormente retornou a Calgary, onde trabalhou por seis anos como gerente de uma locadora de vídeo. Ele começou a tocar bateria aos 12 anos por influência de seu pai, que era baterista. Holmes aprendeu a tocar violão aos 18 anos, época na qual passou a escrever músicas, realizar covers e fazer teatro. No início da década de 1990, liderou algumas bandas indie. Entre 1995 e 1999, integrou a banda de pop rock Shiver, com a qual apresentou-se em turnê pelo Canadá e lançou um CD. Em 2000, aos 26 anos, ele decidiu retirar-se da carreira musical e começou a atuar profissionalmente.

### 2000-2005: Inícios no cinema e na televisão
Holmes iniciou sua carreira televisiva e cinematográfica como assistente de produção em filmes como Shanghai Noon (2000) e na série Honey, I Shrunk the Kids: The TV Show. Enquanto ainda morava em Calgary, Holmes fez suas primeiras aparições na frente das câmeras, incluindo participações na série de drama adolescente Caitlin's Way (Nickelodeon) e papéis nos dramas Jet Boy (2001) e Stiffed (2002), no qual também cantou. No início de sua carreira na atuação, ele trabalhava paralelamente como roteirista, produtor e crítico de cinema em jornais canadenses. Em 2002, ele foi escalado como um dos protagonistas de Sightings: Heartland Ghost, um telefilme do Showtime. e então mudou-se para Vancouver, Colúmbia Britânica, onde estrelou entre 2005 e 2006 a série de comédia dramática Godiva's, pelo qual venceu um prêmio em 2005. Nesse mesmo ano, ele apareceu em seu primeiro filme de terror, The Fog, refilmagem da obra homônima de 1980.

### 2006-2013: Trabalhos como roteirista e produtor
Em 2006, o ator contracenou com Harrison Ford no longa-metragem de suspense Firewall e filmou o terror Wrong Turn 2: Dead End, lançado diretamente em vídeo no ano seguinte. O trabalho do cineasta Joe Lynch neste último o inspirou a tentar seguir carreira como diretor. Em seguida, Holmes mudou-se para Los Angeles, onde buscou desenvolver melhor suas habilidades como roteirista e produtor cinematográfico. Embora nessa época tenha aparecido em produções convencionais como The L Word e CSI: Miami, ele passou a dedicar-se prioritariamente ao gênero terror, elaborando vários roteiros e editando a escrita de vários projetos para terceiros. Em 2009, apareceu em dois thrillers de baixo orçamento, Hangman e Under the Knife. Neste último, ele também compôs duas faixas da trilha sonora.
Holmes produziu, coescreveu e estrelou os curtas-metragens My Charlotte (2009), selecionado oficialmente pela Cinéfondation para o Festival de Cinema de Cannes, e The Dump (2012), vencedor do prêmio de melhor direção no Viscera Film Festival de Los Angeles. Além disso, produziu em 2013 os curtas The Barista para a Fangoria Entertainment (selecionado para o Screamfest), e Scary Mask e Witches Brew para o website Shock Till You Drop, ambos também premiados. Em parceria com o roteirista e diretor Tracy Morse (Creature), fundou a empresa criativa The Blood Bros, dedicada a roteiros de terror; juntos, Holmes e Morse escreveram uma lista de filmes que permaneceram em vários estágios de desenvolvimento, incluindo Self Storage, centrado em vampiros, que recebeu um prêmio de melhor roteiro.

### 2017-presente: Estreia na direção e outros projetos
O primeiro trabalho de Holmes na direção, o suspense sobrenatural The Curse of Buckout Road, estreou em 2017 no Calgary International Film Festival e foi bem recebido no circuito internacional de festivais, sendo reconhecido em algumas premiações. Matthew foi inicialmente contratado pelos produtores como editor de roteiro, mas recebeu a oferta de tornar-se roteirista principal e diretor após reescrever completamente a história. As filmagens foram realizadas em 2016, principalmente em Sudbury, Ontário. Estrelado por Danny Glover e Henry Czerny, o filme também foi disponibilizado em vídeo sob demanda e HD digital.
Por volta de 2020, ele passou a dedicar-se a produções relacionadas à música. Escreveu e dirigiu o drama musical Traces (2021), para o qual também compôs a faixa-título; o filme é estrelado por Pablo Schreiber, Sosie Bacon e Rick Springfield. Em 2021, Holmes apareceu como convidado no documentário em vídeo Analog Love: The Art of the Mixtape, no qual compartilhou histórias que viveu durante o auge da popularidade das mixtapes ao longo das décadas de 1980 e 1990. Holmes é membro de várias organizações sindicais canadenses que representam roteiristas e diretores de cinema, incluindo o Directors Guild of Canada.

### Prêmios e indicações
| Ano  | Premiação                                      | Categoria                                              | Obra                          | Resultado | Ref.   |
| ---- | ---------------------------------------------- | ------------------------------------------------------ | ----------------------------- | --------- | ------ |
| 2005 | Leo Awards                                     | Melhor atuação secundária masculina em série dramática | Godiva's ("The Hungry Ghost") | Venceu    | [ 13 ] |
| 2006 | Leo Awards                                     | Melhor atuação secundária masculina em série dramática | Godiva's ("Out the Door")     | Indicado  | [ 14 ] |
| 2017 | Blood in the Snow Canadian Film Festival       | Melhor filme                                           | Buckout Road                  | Venceu    | [ 15 ] |
| 2017 | Blood in the Snow Canadian Film Festival       | Melhor roteiro                                         | Buckout Road                  | Venceu    | [ 15 ] |
| 2017 | Hot Springs International Horror Film Festival | Melhor thriller                                        | Buckout Road                  | Venceu    | [ 16 ] |
| 2018 | Hollywood Reel Independent Film Festival       | Escolha da audiência                                   | Buckout Road                  | Indicado  | [ 17 ] |
| 2018 | Nice International Film Festival               | Melhor filme                                           | Buckout Road                  | Indicado  | [ 18 ] |
| 2018 | Nice International Film Festival               | Melhor diretor                                         | Buckout Road                  | Indicado  | [ 18 ] |
| 2018 | Pasadena International Film Festival           | Melhor filme                                           | Buckout Road                  | Venceu    | [ 19 ] |
| 2018 | World Music and Independent Film Festival      | Melhor diretor de longa-metragem                       | Buckout Road                  | Venceu    | [ 10 ] |
| 2018 | World Music and Independent Film Festival      | Melhor roteiro de longa-metragem                       | Buckout Road                  | Venceu    | [ 10 ] |
| 2018 | World Music and Independent Film Festival      | Melhor roteiro para longa-metragem                     | Self Storage                  | Venceu    | [ 10 ] |

## Filmografia

### Cinema

#### Atuação
| Ano  | Título                              | Papel          | Notas                       | Ref.   |
| ---- | ----------------------------------- | -------------- | --------------------------- | ------ |
| 2001 | Jet Boy                             | Jordan         |                             | [ 20 ] |
| 2002 | Stiffed                             | Stiff          |                             | [ 1 ]  |
| 2005 | The Fog                             | Sean Castle    |                             | [ 21 ] |
| 2006 | Firewall                            | Bobby          |                             | [ 21 ] |
| 2007 | Wrong Turn 2: Dead End              | Michael ("M")  | Diretamente em vídeo        | [ 7 ]  |
| 2007 | Miriam                              | Homem de preto | Curta-metragem              | [ 22 ] |
| 2007 | Coffee Diva                         | Celebridade    | Curta-metragem              | [ 23 ] |
| 2009 | My Charlotte                        | Polímata       | Curta-metragem              | [ 24 ] |
| 2009 | Hangman                             | Lenny          |                             | [ 20 ] |
| 2009 | House Under Siege                   | Max            | TA: Under the Knife         | [ 20 ] |
| 2012 | The Dump                            | O Yuppie       | Curta-metragem              | [ 25 ] |
| 2013 | Scary Mask                          | Penetra        | Curta-metragem              | [ 26 ] |
| 2014 | Haunting at Foster Cabin            | Wesley         | TA: Demon Legacy            | [ 20 ] |
| 2014 | Wolves                              | Setter         |                             | [ 27 ] |
| 2016 | Monsterland                         | Steven         | Segmento "Stay at Home Dad" | [ 28 ] |
| 2017 | The Curse of Buckout Road           | Escriturário   | TA: Buckout Road            | [ 11 ] |
| 2021 | Analog Love: The Art of the Mixtape | Ele mesmo      | Documentário em vídeo       | [ 12 ] |

#### Outros créditos
| Ano  | Título                    | Função                                              | Notas                                       | Ref.   |
| ---- | ------------------------- | --------------------------------------------------- | ------------------------------------------- | ------ |
| 2000 | Shanghai Noon             | Assistente de produção                              |                                             | [ 5 ]  |
| 2002 | Stiffed                   | Artista                                             | Canções: "Jazzsong", "Fiddlestuff"          | [ 8 ]  |
| 2009 | My Charlotte              | Produtor, corroteirista                             | Curta-metragem                              | [ 2 ]  |
| 2010 | House Under Siege         | Compositor                                          | Canções: "Tired Of Being Cool", "Sometimes" | [ 8 ]  |
| 2012 | The Dump                  | Produtor, corroteirista                             | Curta-metragem                              | [ 2 ]  |
| 2013 | Scary Mask                | Produtor                                            | Curta-metragem                              | [ 26 ] |
| 2013 | The Barista               | Produtor                                            | Curta-metragem                              | [ 2 ]  |
| 2013 | Witches Brew              | Produtor                                            | Curta-metragem                              | [ 9 ]  |
| 2017 | The Curse of Buckout Road | Diretor, roteirista, coprodutor, produtor associado |                                             | [ 27 ] |
| 2021 | Traces                    | Diretor, roteirista, compositor                     | Canção: "Traces"                            | [ 2 ]  |

### Televisão

#### Atuação
| Ano    | Título                                | Papel                         | Notas                                      | Ref.   |
| ------ | ------------------------------------- | ----------------------------- | ------------------------------------------ | ------ |
| 2000   | Caitlin's Way                         | Blue                          | Episódio: "Tremor"                         | [ 29 ] |
| 2001   | Anatomy of a Hate Crime               | Jay                           | Telefilme                                  | [ 27 ] |
| 2001   | UC: Undercover                        | Jimmy Rockwell                | Episódio: "City on Fire"                   | [ 30 ] |
| 2001   | Skate                                 | Cara novo na cidade           | Episódio: "Frontin' Poser"                 | [ 31 ] |
| 2002   | Taken                                 | Daryl                         | Episódio: "Acid Tests"                     | [ 32 ] |
| 2002   | Sightings: Heartland Ghost            | Nolan                         | Telefilme                                  | [ 27 ] |
| 2002   | Dark Angel                            | Push                          | Episódio: "Love in Vein"                   | [ 33 ] |
| 2002   | Wolf Lake                             | Donald Reese                  | Episódio: "Four Feet Under"                | [ 33 ] |
| 2002   | John Doe                              | Namorado                      | Episódio piloto                            | [ 34 ] |
| 2002   | The Real World Movie: The Lost Season | Cash                          | Telefilme                                  | [ 27 ] |
| 2003   | The Twilight Zone                     | Cinegrafista                  | Episódio: "How Much Do You Love Your Kid?" | [ 35 ] |
| 2003   | Queer as Folk                         | Twink                         | Episódio: "House Full of Children"         | [ 36 ] |
| 2003   | Deathlands                            | Nathan Cawdor                 | Episódio piloto                            | [ 27 ] |
| 2003   | Dead Like Me                          | Funcionário da loja de discos | Episódio piloto                            | [ 37 ] |
| 2003   | Jeremiah                              | Keith                         | Episódio: "Crossing Jordan"                | [ 34 ] |
| 2004   | The L Word                            | Clive                         | Primeira temporada                         | [ 38 ] |
| 2004   | Cold Squad                            | Mark Ellis                    | Episódio: "Deadbeat"                       | [ 39 ] |
| 2005   | The Colt                              | Stanton                       | Telefilme                                  | [ 21 ] |
| 2005   | Edgemont                              | Eddie                         | Papel recorrente                           | [ 39 ] |
| 2005   | Life as We Know It                    | Steven                        | Episódio: "Papa Wheelie"                   | [ 37 ] |
| 2005-6 | Godiva's                              | Stick                         | Papel recorrente                           | [ 38 ] |
| 2006   | The Dead Zone                         | Brian Griffith                | Episódio: "Independence Day"               | [ 37 ] |
| 2008   | Life                                  | Barman                        | Episódio: "Find Your Happy Place"          | [ 37 ] |
| 2011   | CSI: Miami                            | Vince Kessler                 | Episódio: "Wheels Up"                      | [ 33 ] |
| 2012   | BlackBoxTV                            | Chet                          | Episódio: "Silverwood: Kidnapped"          | [ 40 ] |

#### Outros créditos
| Ano       | Título                                | Função                 | Ref.   |
| --------- | ------------------------------------- | ---------------------- | ------ |
| 1999-2000 | Honey, I Shrunk the Kids: The TV Show | Assistente de produção | [ 5 ]  |
| 2005      | Edgemont                              | Compositor             | [ 39 ] |